# Carlos Jiménez Moreno

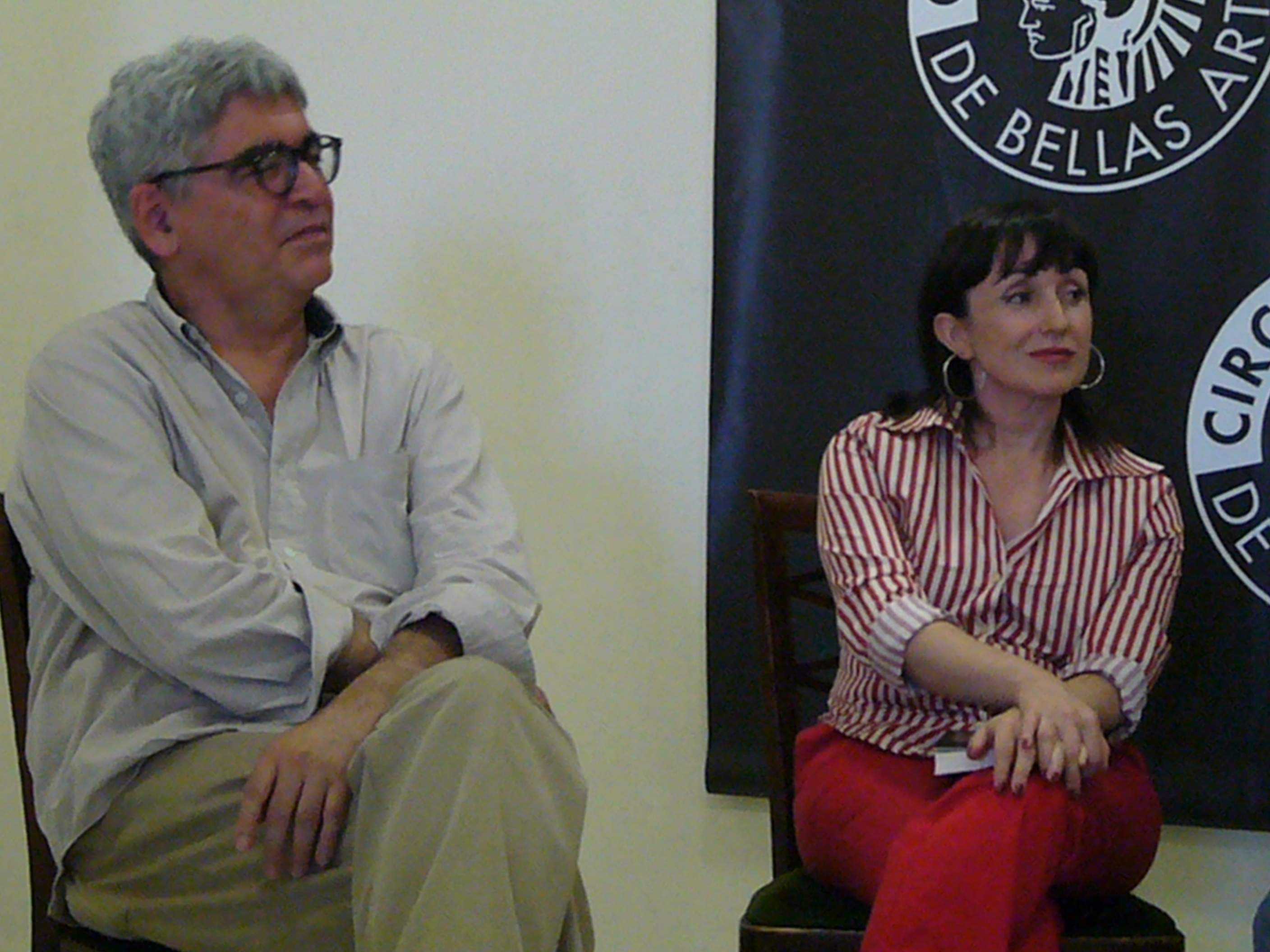
En el Círculo de Bellas Artes de Madrid con Nekane Aramburu en 2006

Carlos Jiménez Moreno (Cali, Colombia, 8 de noviembre de 1947), conocido como Carlos Jiménez, es un arquitecto historiador y crítico de arte colombiano residente en España, comisario de exposiciones y profesor emérito de Estética. Su aportación al arte contemporáneo consiste en el temprano descubrimiento y valoración en la escena artística española de la obra de jóvenes artistas entre los que destacan los españoles Juan Muñoz y Santiago Sierra, y los colombianos Doris Salcedo y Oscar Muñoz

## Trayectoria profesional
Licenciado en Arquitectura en la Universidad del Valle en Cali en el año 1973, Máster en Teoría e Historia del Arte en la Universidad Nacional de Bogotá en el año1994. Realizó estudios de filosofía en la Universidad Autónoma de Madrid en los años 1981-1982. Reside en España desde 1980, con excepción de los años 1993-2000, cuando fue llamado a Colombia para dirigir la Facultad de Artes Integradas de la Universidad del Valle.
Se inició como crítico de arte en 1980 en el semanario español Cambio 16 dirigido por Tomás Salas. En el año 1981 inició su colaboración regular con al revista especializada en arte contemporáneo Lápiz, fundada y dirigida por la crítica de arte Rosa Olivares. Fue nombrado corresponsal  ese mismo año de la revista mensual Arte en Colombia, fundada y dirigida por Celia Sredni Birbragher, que en 1994 cambió su cabecera por la de Art Nexus.. Ha publicado además artículos y reseñas en las revistas mensuales Exit, M-Arte y Cultura Visual, Arte contexto, Arquitectura viva,  El Estado Mental de Madrid, Artishock de Chile y Humboldt de Alemania. Y en los diarios El País y El Mundo de Madrid, El País de Cali y La Vanguardia de Barcelona.. Y desde 2010 escribe sobre arte y cultura contemporánea  en su blog: http://elartedehusmeardecarlosjimenez.blogspot.com/.
Su labor como crítico ha contribuido además a la internacionalización del arte latinoamericano iniciada en la década de los 90 del siglo pasado y hoy plenamente consolidada. Sus artículos y críticas han sido publicadas en el semanario Cambio 16, y en los diarios El Mundo y El  País, así como en la revista mensual especializada en arte contemporáneo, la extinguida revista Lápiz. Y durante cuatro décadas ha sido corresponsal en España primero de la revista Iberoamericana Arte en Colombia y ahora de la revista ArtNexus, que es continuación de la primera. Como teórico, su principal aporte consiste en la aproximación desde la retórica a la fotografía  y en la conceptualización  de la misma como "ruina" y " monumento", expuesta y argumentada en su libro "Los rostros de Medusa. Estudios sobre la retórica fotográfica".
Desde el año 2015 hasta 2018 funda y codirige junto a la artista Mareta Espinosa "Saida Art Contemporain" en Tetuán, Marruecos, centro de arte dirigido a la promoción y difusión del arte magrebí actual.

## Comisariado de exposiciones
Ha sido comisario de diversas exposiciones tanto individuales como colectivas. Entre ellas, la exposición colectiva "Comer y no Comer" comisariada junto con el artista Darío Corbeira y el crítico y video-artista Eugeni Bonet, dedicada a la relación entre el arte y los alimentos en el siglo XX. Exposición realizada en el museo "Da2 Domus Artium" en el marco de la programación de Salamanca Capital Cultural Europea de 2001-2002. Fue comisario de la exposición antológica de Antoni Muntadas, "A Survey" realizada en la sala de exposiciones de la Biblioteca Luis Ángel Arango de Bogotá en el año 1998 y otra exposición en la misma ciudad en La Casa de La Moneda. En el año 2002, comisarió la exposición individual de Santiago Sierra "Persona" en el Centro Cívico Comunal de Trento, Italia. Y en 2008 lo fue de la exposición "Documentos de la amnesia" del artista Oscar Muñoz,  que tuvo lugar en el Museo Extremeño e Iberoamericano de Arte Contemporáneo MEIAC de Badajoz.21.
Entre 2015 y 2017  fue comisario de 7 exposiciones individuales de artistas marroquíes contemporáneos  en el centro de arte Saida Art Contemporain de Tetuán Marruecos, entre los que sobresalen Ahmed Amrani, Hassan Echair y Mounia Tous.
Ha ofrecido conferencias sobre arte contemporáneo en España, Bélgica, Colombia, Cuba, Costa Rica, Italia, Marruecos y México.     

## Publicaciones de textos de catálogos, artículos y ensayos
Carlos Jiménez ha publicado textos en numerosos catálogos de artistas entre ellos varios dedicados al artista madrileño Santiago Sierra, los dos dedicados al artista colombiano Osvaldo Maciá, así como en catálogos individuales de la artista mexicana Teresa Margolles. del artista catalán Antoni Muntadas "El Artista productor" En el año 2002 hizo la presentación del catálogo Desviaciones-Transgénicos con el título "El juego (fructífero) de las alegorías" de la artista bilbaína Marisa Gonzalez. Sobre esta misma autora escribió el artículo titulado: "Lemoniz. Historia, Mito y Ruinas en la encrucijada de una central nuclear" incluido en el catálogo de su exposición "Nuclear Lemoniz mecanismos de control", en el Centro de Arte CAB de Burgos en el año 2004. En el ensayo "José Bedia. Una lectura teológica" hizo un análisis detallado de la obra de este artista cubano y exploró las relaciones con las religiones afrocubanas y el multiculturalismo.

### Libros

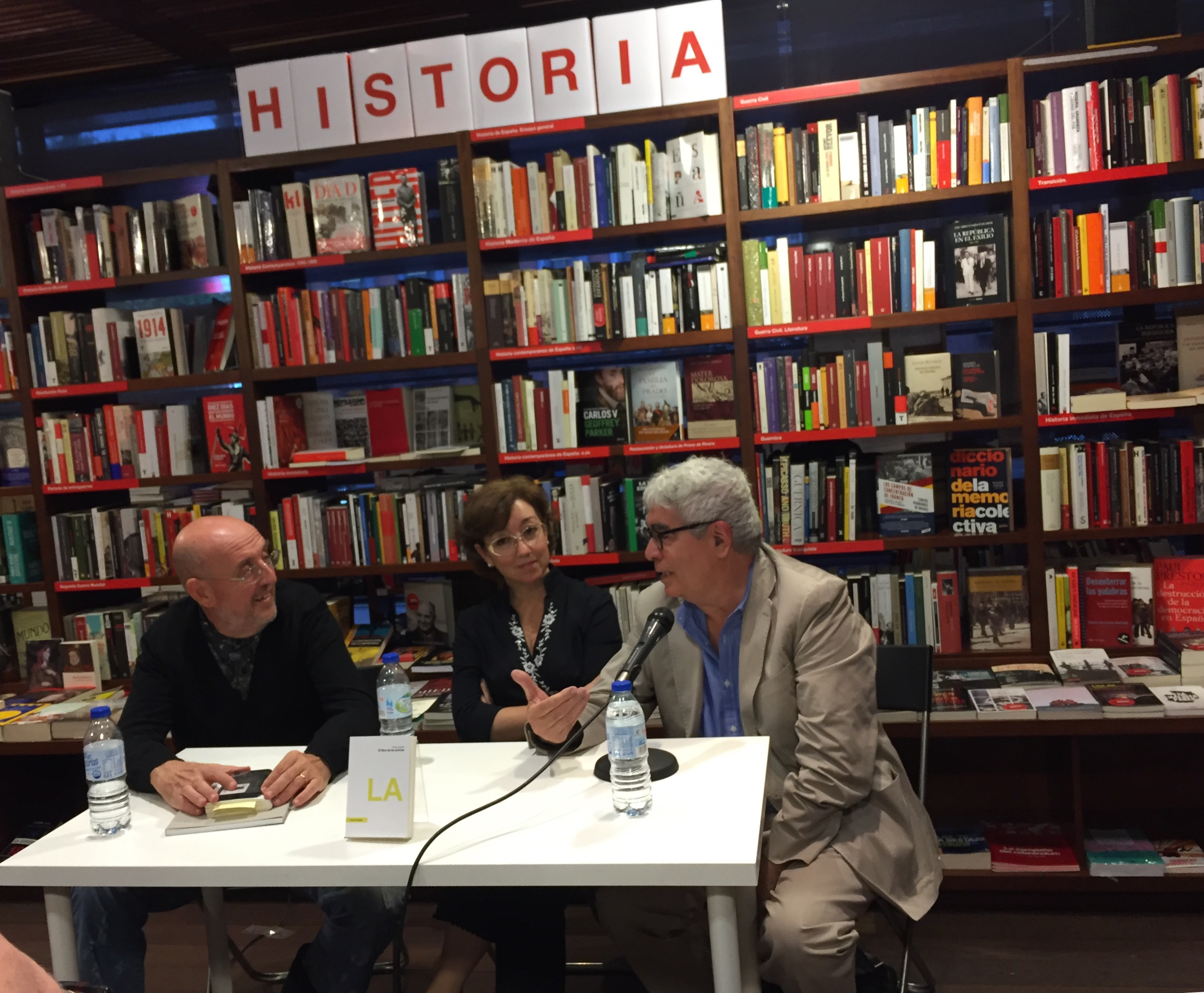
En la librería la Central de Madrid presentando su último libro "El libro de las artistas"(2019) con Fernando Castro y Marta Pérez Ibañez

Relación de los libros publicados por Carlos Jiménez:
- Del espacio arquitéctónico a la arquitectura como mercancía (1974), escrito a partir de la tesis con la que se recibió como arquitecto.[32]
- Extraños en el paraíso. Miradas al arte de los 80 (1993).[33]
- Los rostros de Medusa: estudios sobre la retórica fotográfica (2002).[34]
- Retratos de memoria (2005) recopila medio centenar de semblanzas de otros tantos personajes del mundo del arte que han interesado a su autor.[35]
- El libro de teoría La escena sin fin. El arte en la era de su big bang
- El libro de las artistas. (2019) libro con ensayos, de la colección Infraleves, publicado por Cendeac
- Además de sus publicaciones y ensayos sobre arte y arquitectura, ha publicado un único libro de poemas titulado Travesía del ojo (1992).[36]